# Крутое (Чечерский район)
Круто́е (бел. Крутое) — деревня в Ровковичском сельсовете Чечерском районе Гомельской области Беларуси.

## География

### Расположение
В 15 км на юго-запад от Чечерска, 28 км от железнодорожной станции Буда-Кошелёвская (на линии Гомель — Жлобин), 62 км от Гомеля.

### Гидрография
На южной окраине болотистая местность и небольшой водоём. Планировка состоит из небольшой прямолинейной улицы, ориентированной с юго-востока на северо-запад вдоль дороги, к которой с юга присоединяется длинная прямолинейная улица. Застройка преимущественно двусторонняя, в основном деревянная, усадебного типа. Одна из улиц носит имя Герой Советского Союза Н. К. Кругликова.

## Транспортная сеть
На автодороге Науховичи — Ровковичи.

## История
Основана в XVIII веке переселенцами из соседних деревень. После 1-го раздела Речи Посполитой (1772 год) в составе Российской империи. Поместье Крутое было владением Жуковских, которые владели здесь 1130 десятинами земли. В результате пожара 24 июля 1911 года сгорели 67 дворов.
Наиболее активная застройка приходится на 1920-е годы. В 1931 году организован колхоз, работала кузница. С 1939 года центр Науховичского, с 30 июня 1966 года до 1986 года Крутоевского сельсоветов Чечерского, с 25 декабря 1962 года Буда-Кошелёвского, с 6 января 1962 года Чечерского районов Гомельской области. Во время Великой Отечественной войны оккупанты убили 22 жителей. На фронтах и в партизанской борьбе погибли 290 человек из деревень Крутоевского сельсовета, память о них увековечивает стела, установленная в 1966 году в центре деревни. Согласно переписи 1959 года центр колхоза имени С. М. Кирова. Располагались средняя школа, Дом культуры, фельдшерско-акушерский пункт, столовая, отделение связи, швейная мастерская, 2 магазина.
В состав Крутоевского сельсовета входили до 1962 года посёлок Лебединое, до 1999 года — деревни Белица, Рассвет (до 1971 года Шапрудовка), которые в настоящее время не существуют.

## Население
- 1959 год — 170 жителей (согласно переписи).
- 2004 год — 49 хозяйств, 107 жителей.

## Достопримечательность
- Памятник Герою Советского Союза Н. К. Кругликову.